# Blymhill and Weston-under-Lizard
Blymhill and Weston-under-Lizard es una parroquia civil del distrito de South Staffordshire, en el condado de Staffordshire (Inglaterra).

## Geografía
Según la Oficina Nacional de Estadística británica, Blymhill and Weston-under-Lizard tiene una superficie de 27,33 km².

## Demografía
Según el censo de 2001, Blymhill and Weston-under-Lizard tenía 654 habitantes (51,53% varones, 48,47% mujeres) y una densidad de población de 23,93 hab/km². El 17,43% eran menores de 16 años, el 76,45% tenían entre 16 y 74, y el 6,12% eran mayores de 74. La media de edad era de 42,41 años. Del total de habitantes con 16 o más años, el 21,85% estaban solteros, el 65,19% casados, y el 12,96% divorciados o viudos.
Según su grupo étnico, el 98,48% de los habitantes eran blancos, el 0,46% mestizos, el 0,46% negros, y el 0,61% chinos. La mayor parte (95,72%) eran originarios del Reino Unido. El resto de países europeos englobaban al 1,07% de la población, mientras que el 3,21% había nacido en cualquier otro lugar. El cristianismo era profesado por el 84,25%, el budismo por el 0,61%, y cualquier otra religión, salvo el hinduismo, el judaísmo, el islam y el sijismo, por el 0,46%. El 8,41% no eran religiosos y el 6,27% no marcaron ninguna opción en el censo.
Había 278 hogares con residentes, 18 vacíos, y 4 eran alojamientos vacacionales o segundas residencias.